# Wow (singel Bedoesa)
Wow – singel polskiego rapera Bedoesa i producenta Kubiego z ich albumu studyjnego, zatytułowanego Kwiat polskiej młodzieży. Singel został wydany 20 czerwca 2018 przez wytwórnię SB Maffija Label.
Do utworu „Wow”, w ramach projektu „Szkoła Teledysków” organizowanego przez Fundację Inicjatyw Kulturalnych „Plaster”, został nagrany teledysk. Klip pozbawiony jest cięć montażowych (tzw. mastershot – film kręcony w jednym ujęciu).
Nagranie uzyskało w 2020 certyfikat platynowej płyty za sprzedaż ponad 20 000 kopii.

## Lista utworów
- Digital download[6]

1. „Wow” – 2:52